# North American B-25 Mitchell
North American B-25 Mitchell je bil srednje velik dvomotorni propelerski bombnik ameriškega proizvajalca North American Aviation. Uporabljali so ga zavezniki na vseh bojiščih 2. svetovne vojne. Zgradili so okrog 10.000 letal. V uporabi je pri nekaterih državah ostal še dolgo časa po vojni. Poimenovan je po ameriškem generalu in letalskem pionirju Billyu Mitchellu
B-25 (tovarniška oznaka NA-40) je bil zasnovan na podlagi izkušenj iz XB-21. Pozneje so uvedli izboljšave, kot npr. zvezdasti motor Wright R-2600. 
18. aprila 1942 je 16 B-25B pod vodstvom Jimmy-ja Doolittle vzletelo z letalonosilke Hornet v Pacifiku bombardirati Tokijo. Bombniki so nato, zaradi pomanjkanja goriva, zasilno pristali na Kitajskem. Napad ni povzročil velike škode, je pa zelo dvignil moralo Američanov.
Bilo je eno najhrupnejših letal 2. SV.

## Specifikacije (B-25J)
Podatki iz United States Military Aircraft since 1909
Splošne karakteristike
- Posadka: 6
- Dolžina: 52 ft 11 in (16,13 m)
- Razpon kril: 67 ft 7 in (20,60 m)
- Višina: 16 ft 4 in (4,98 m)
- Površina kril: 610 sq ft (56,7 m²)
- Teža praznega letala: 19480 lb (8855 kg)
- Maks. vzletna teža: 35000 lb (15910 kg)
- Pogon letala: 2 ×  14-valjni zračnohlajeni radialni motor Wright R-2600-92 Twin Cyclone, 1700 KM (1267 kW)  vsak

 Zmogljivost 
- Maks. hitrost: 272 mph (237 vozlov, 438 km/h) na 13000 ft (3960 m)
- Potovalna hitrost: 230 mph (200 vozlov, 370 km/h)
- Doseg: 1350 mi (1174 nmi, 2174 km)
- Višina leta: 24200 ft (7378 m)

Oborožitev

- Strelno orožje: 12–18 × .50 in (12.7 mm) Browning M2 strojnice
- Nosilci za orožje: 2000 lb (900 kg) zunanji nosilec za Mark 13 torpedo[3]
- Rakete: 8 raket 5 in (127 mm)  (HVAR)
- Bombe: 3000 lb (1360 kg) bomb